# 埃尔卡·格雷厄姆
埃尔卡·格雷厄姆（英語：Elka Graham，1981年10月20日—），澳大利亚女子游泳运动员。她曾代表澳大利亚参加2000年和2004年夏季奥林匹克运动会游泳比赛，其中2000年奥运会获得一枚银牌。